# El jugador (pel·lícula de 1955)
El jugador (títol original: Tennessee's Partner) és una pel·lícula western estatunidenca de 1955 dirigida per Allan Dwan, escrita per Charles Graham Baker, D. D. Beauchamp, Milton Krims i Teddi Sherman, amb reescriptures sense acreditar per Dwan, i protagonitzada per John Payne, Ronald Reagan, Rhonda Fleming i Coleen Gray. Està doblada al català.
La pel·lícula va ser estrenada per RKO Radio Pictures, que llavors era propietat de l'industrial Howard Hughes. Tot i que la pel·lícula es basa en una de les històries curtes més populars de Bret Harte, " Tennessee's Pardner ", s'allunya significativament de la història original. La història de Harte de 1869 també s'ha filmat com Tennessee's Pardner (1916), The Flaming Forties (1924) i The Golden Princess (1925).

## Argument
En una ciutat minera de Califòrnia, un miner, un jugador de saló i la madam d'una casa de barrets estableixen una estranya aliança que gira al voltant d'una reclamació d'una mina d'or. 

## Repartiment
- John Payne com Tennessee
- Ronald Reagan com Cowpoke
- Rhonda Fleming com Elizabeth "duquessa" Farnham
- Coleen Gray com Goldie Slater
- Tony Caruso com Turner
- Morris Ankrum com Jutge Parker
- Leo Gordon com el Sheriff
- Chubby Johnson com Grubstake McNiven
- Joe Deviln com Prendergast
- Myron Healey com Reynolds
- Angie Dickinson com Abby Dean (sense acreditar)

## Llegat
Aquesta pel·lícula va inspirar un dels grans èxits del grup The Four Seasons. Tal com explica el personatge basat en Bob Gaudio al musical Jersey Boys, "Estic veient la pel·lícula d'un milió de dòlars. Un western cursi de John Payne. Treu i colpeja a Rhonda Fleming per la boca i diu:" Què en penses d'això? Ella el mira desafiant, orgullosa, amb els ulls brillants, i diu: "Les noies grans no ploren" ("Big Girls Don't Cry").